# شاپینه
شاپینه (به صربی: Šapine) یک منطقهٔ مسکونی در صربستان است که در مالو تسرنیچه واقع شده‌است. شاپینه ۱٬۰۶۴ نفر جمعیت دارد.